# Археанактиди
Археанактидите (на старогръцки: Αρχαιανακτίδαι; Archaeanactids; Archeanactidi) са династия, управлявала Боспорското царство на полуостров Крим от 80-те години на 5 век пр.н.е. от 480 пр.н.е. до 438 пр.н.е.
Територията е населявана от скити и сармати и там се изработвали прочутите златни изделия на скитите.
Произлизат от град Милет в Мала Азия или от Митилини в Северен Егей. Столица е град Пантикапей на Керченски проток. Те са били наследствени архонти и управляват демократично.

## Археанактиди
- Археанакт, архонт

Сменени са от династията на Спартокидите.